# Carl von Effner
Ne doit pas être confondu avec Carl Effner.
Carl Joseph von Effner (ou Karl von Effner ou Carl Effner le jeune ; 10 décembre 1831 - 22 décembre 1884) est un jardinier paysagiste allemand qui fut Königlich Bayerischer Hofgärtendirektor (directeur des jardins de la cour royale de Bavière).

## Famille
La famille Effner était depuis longtemps au service de la cour royale de Bavière. Carl von Effner était l'arrière-petit-fils de l'architecte Joseph Effner (1687—1745).

## Biographie

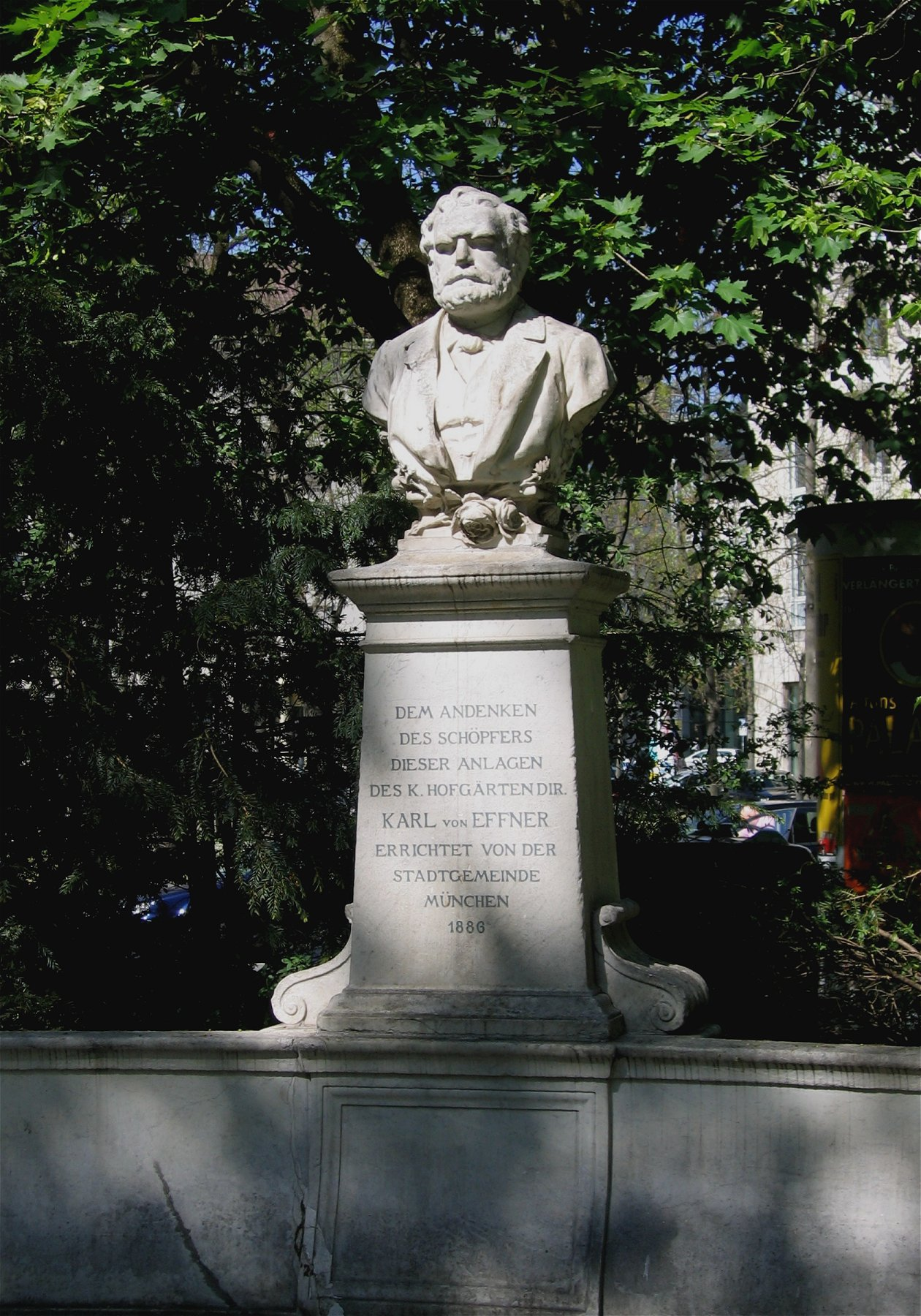
Monument de Carl von Effner sur à Munich (œuvre de Wilhelm von Rümann).

Carl Effner est né à Munich. Il est le fils de Carl Effner (l'aîné) (1791-1870), jardinier en chef de la cour de Bavière. Après son apprentissage comme jardinier, il a fait des visites d'étude è Vienne, à Paris, en Angleterre et à Sanssouci, où il s'est familiarisé avec le « style éclectique » en matière de jardins du fameux paysagiste prussien Peter Joseph Lenné, qui impliquait la formation d'espaces réguliers au sein de grands ensembles paysagers, style qui était revenu à la mode au milieu du XIXe siècle.
Durant ses voyages, il était accompagné de Max Kolb, le futur inspecteur du jardin botanique de Munich.
En 1857, Maximilien II de Bavière le rappela à Munich et le nomma jardinier de la cour, à 26 ans. De 1860 à 1865, il fut le représentant du jardinier en chef auprès du personnel du maître des écuries. Maximilien lui confia l'aménagement des berges de l'Isar entre Haidhausen et Bogenhausen (secteur surnommé plus tard Maximiliansanlagen, les jardins de Maximilien) et les éléments paysagers de la nouvelle Maximilianstraße conçue par Friedrich Bürklein (en).
En 1868, Effner fut nommé par le roi Louis II de Bavière jardinier en chef de la cour et directeur de tous les jardins de la cour. Deux ans plus tard, Louis II le nomma inspecteur royal des jardins de la cour et en 1873 directeur royal des jardins de la cour. Il conçut alors les jardins des nouveaux châteaux du roi, celui d'Herrenchiemsee et celui de Linderhof.
Il dessina également de nombreux jardins privés en Bavière.
En 1877, il fut élevé à la noblesse (« von » Effner). Il mourut à Munich le 22 décembre 1884. Il est enterré à l'Ancien cimetière du Sud (tombe 13-1-34).

## Sélection d'œuvres
- 1853-1863 : éléments de jardin sur des plans de Peter Joseph Lenné pour le parc de Feldafing, sur la rive occidentale du Lac de Starnberg (avec son père)
- vers 1855 : parc du château d'Höhenried (de) à Bernried am Starnberger See (actuellement propriété du Wilhelmina-Busch-Woods-Stiftung)
- 1856/57-1861 : Maximiliansanlagen à Munich
- 1861-1866 : jardins de la Maximilianstraße et jardins Gasteig au sud du Maximilianeum (aujourd'hui dénaturés et intégrés aux Maximiliansanlagen)
- 1864-1867 : parc du château de Dörnberg (de) à Ratisbonne (avec son père)
- 1865-1868 : reconstitution historique du parc du Château de Schleissheim
- 1864-1870 (probablement) : parc à Tutzing pour l'écrivain Maximilian Schmidt
- 1868 : parc à Bad Reichenhall
- vers 1870 : agrandissement du parc du château de Castell
- 1870/72-1880 : parc du Château de Linderhof
- après 1872 : achèvement des jardins de l'Abbaye de Tegernsee (parterres floraux)
- après 1874 : parc Siebentisch (de) à Augsbourg

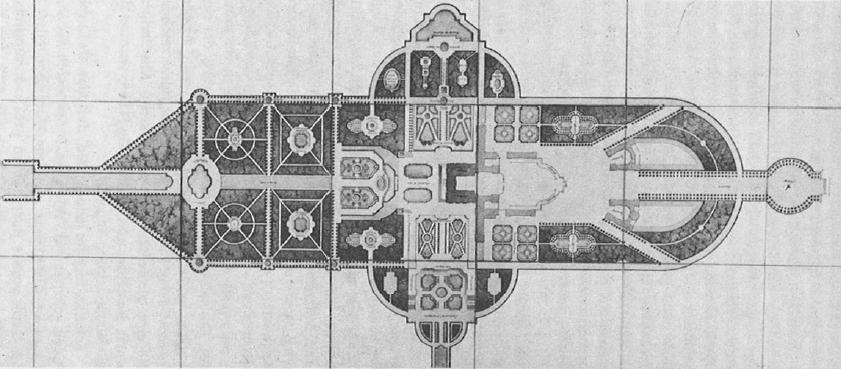
Plan pour le parc du Château d'Herrenchiemsee, 1875 (non réalisé).

- 1875-1876 : plans pour le parc du Château d'Herrenchiemsee ; celui-ci a été terminé sous une forme simplifiée par son successeur Jakob Möhl en 1888.
- parc du château de Schönau, près d'Eggenfelden
- parc et grotte du château de Vornbach (de)
- parc du Château de Fürstenried à Munich (reconstitution dans le style du XVIIIe siècle et création d'un nouveau jardin paysagé)